# Cyathoselinum
Cyathoselinum là chi thực vật có hoa trong họ Apiaceae.